# Уолбрук
Уолбрук (англ. Walbrook) — название притока реки Темзы, протекающей сейчас под Лондоном по подземному руслу, а также улицы в Лондоне.
К устью Уолбрука в разное время проявляли интерес археологи. Многочисленные раскопки вблизи устья позволили обнаружить здесь остатки оборонительной стены, уличной мостовой и жилых домов древнего Лондиниума (современный Лондон). На дне реки также было найдено большое количество древностей: обломки керамики, остатки изделий из дерева, кожи и некоторых других бытовых материалов. Также на дне был найден фрагмент латинской надписи, датируемый II—III веком н. э.
В 1860-е годы в самой реке было обнаружено множество человеческих черепов почти без других останков. Это напомнило о рассказе из «Истории королей Британии» о том, что сдавшийся Асклепиодоту римский легион был обезглавлен его союзниками, и головы были брошены в этот ручей. Однако данный источник известен своей ненадёжностью; некоторые историки полагают, что это следы подавления восстания Боудикки.
В 1954 году было сделано важное открытие. В устье реки были обнаружены остатки древнего храма Митры. Считается, что храм был построен в конце II века и просуществовал до времён императора Константина (IV век), после чего этот храм был преобразован в христианскую церковь. Полы храма скрывали под собой статуи Митры, Сераписа, Минервы, Меркурия. В храме также была обнаружена кисть руки статуи Митры размером с человеческий рост.
Есть предположение, что в древности и средневековье устье Уолбрука использовали как гавань для лодок. Сейчас на его месте расположен Уолбрукский причал, последний причал на Темзе в лондонском Сити.